# Memorialul „Șipka”
Memorialul „Șipka”, oficial parcul memorial „Șipka” este un parc și memorial situat în Chișinău, capitala Republicii Moldova.
Ansamblu comemorativ a fost construit în cinstea detașamentelor de voluntari bulgari basarabeni, formate la Chișinău în ajunul războiului ruso-turc din anii 1877-1878. Complexeul memorial constă din obelisc, paraclis și scuar. 
Paraclisul (Capela în memoria voluntarilor bulgari) a fost ridicat în anul 1882 pe locul unde la 12 (25) aprilie 1877 a avut loc parada trupelor ruse, precum și a voluntarilor bulgari și moldoveni din Basarabia (pe atunci, „Skakovoie Pole” – teren de curse pentru cai). 
Obeliscul a fost deschis în anul 1966. Invitat de onoare la deschiderea monumentului a fost cosmonautul și primul om în spațiu, Iuri Gagarin.

## Galerie

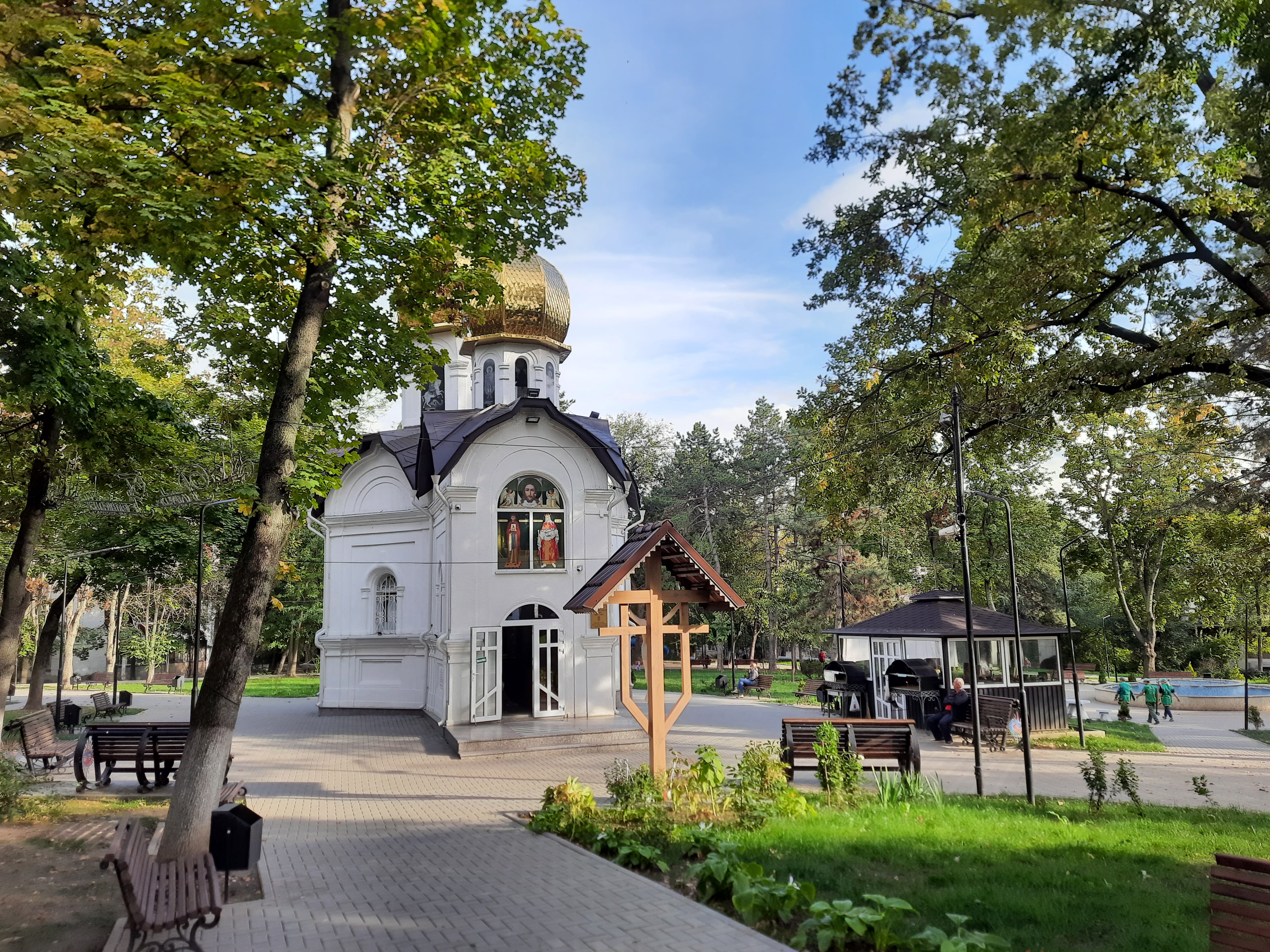
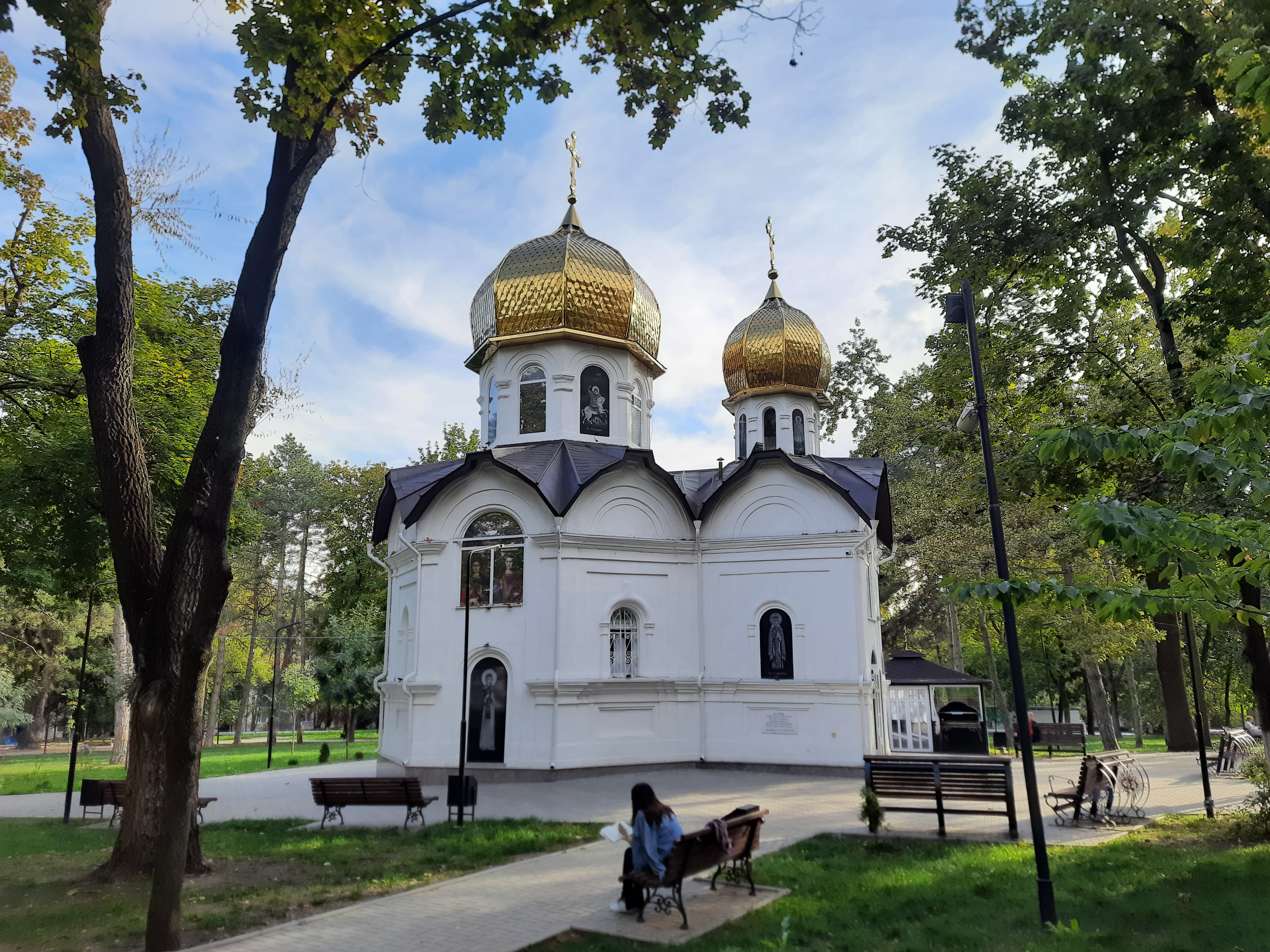
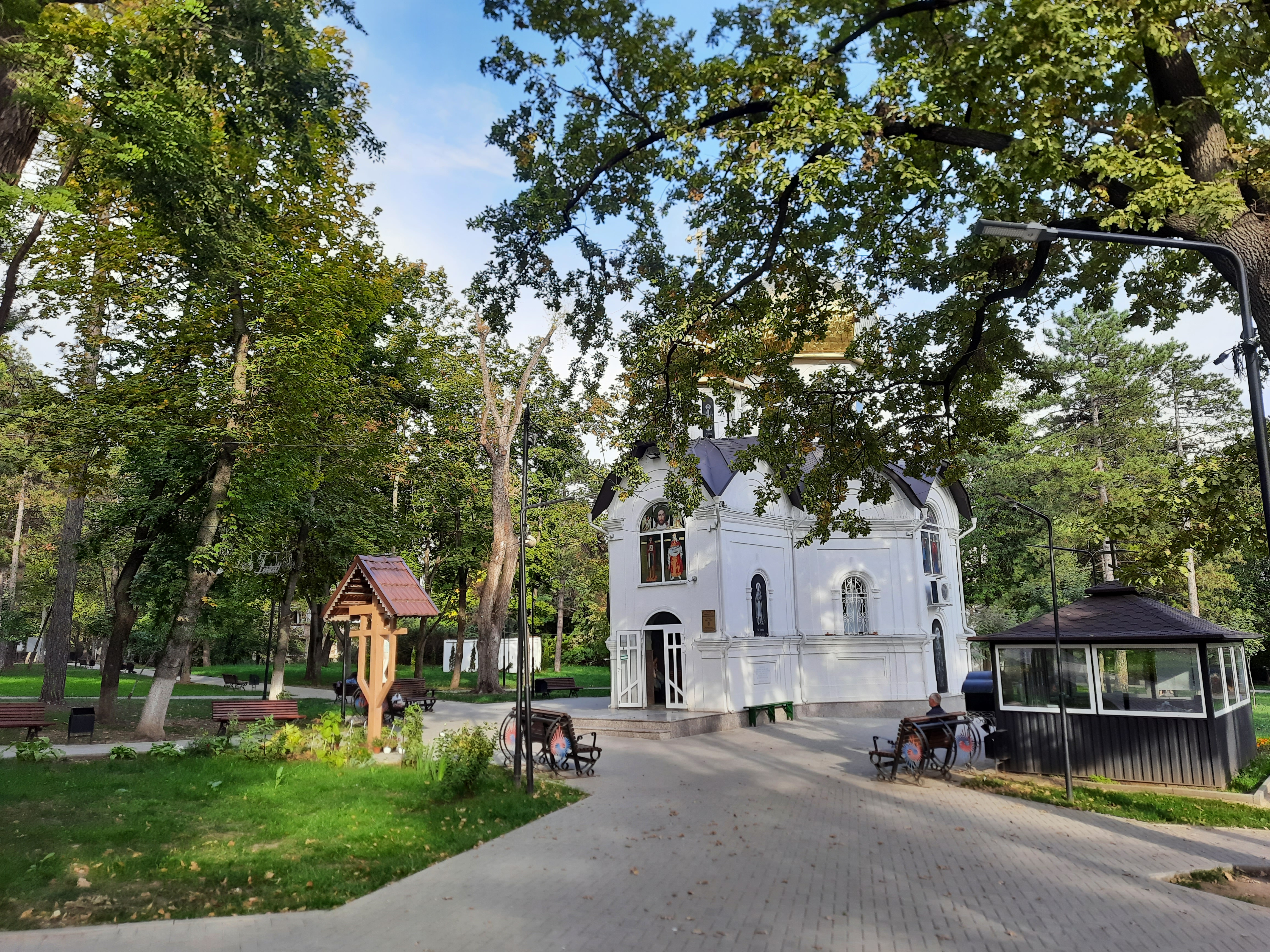
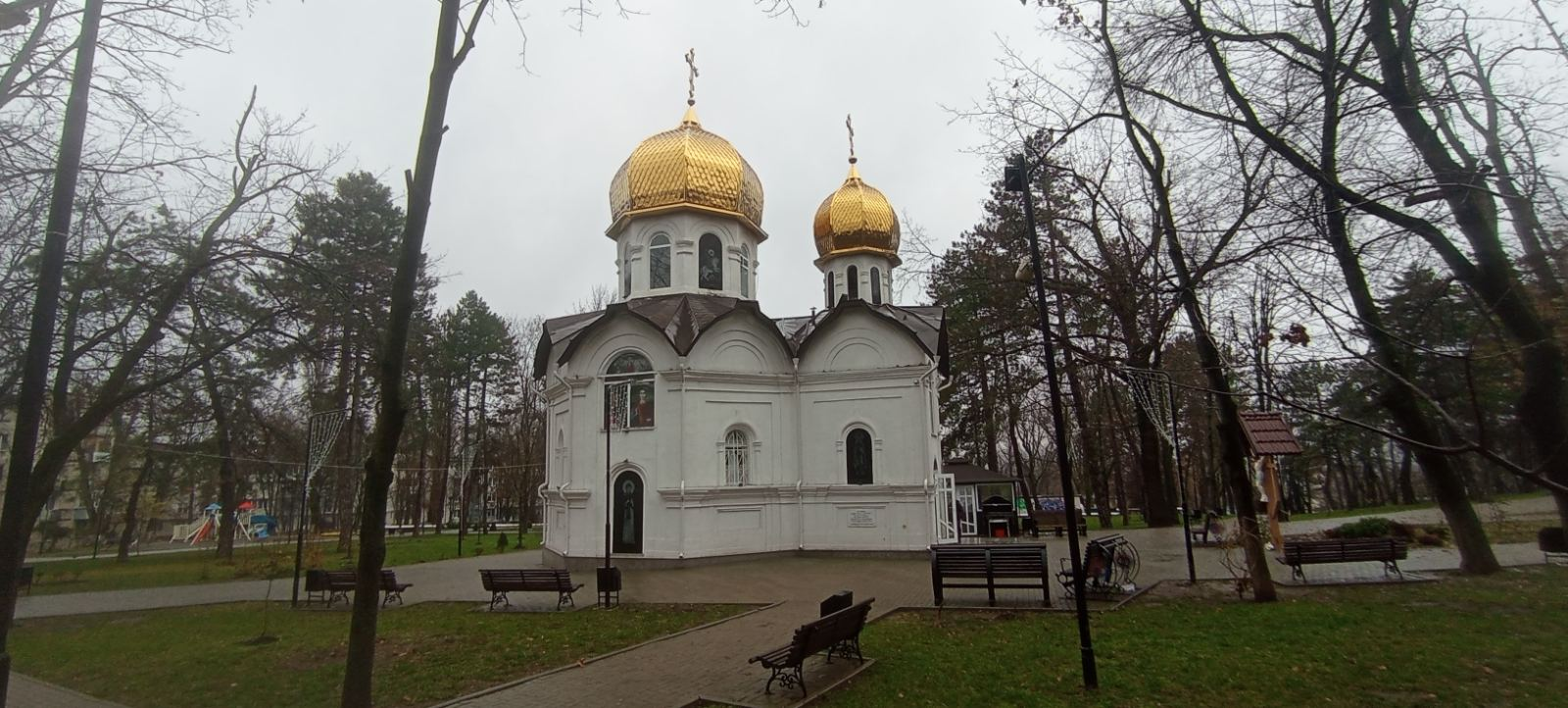

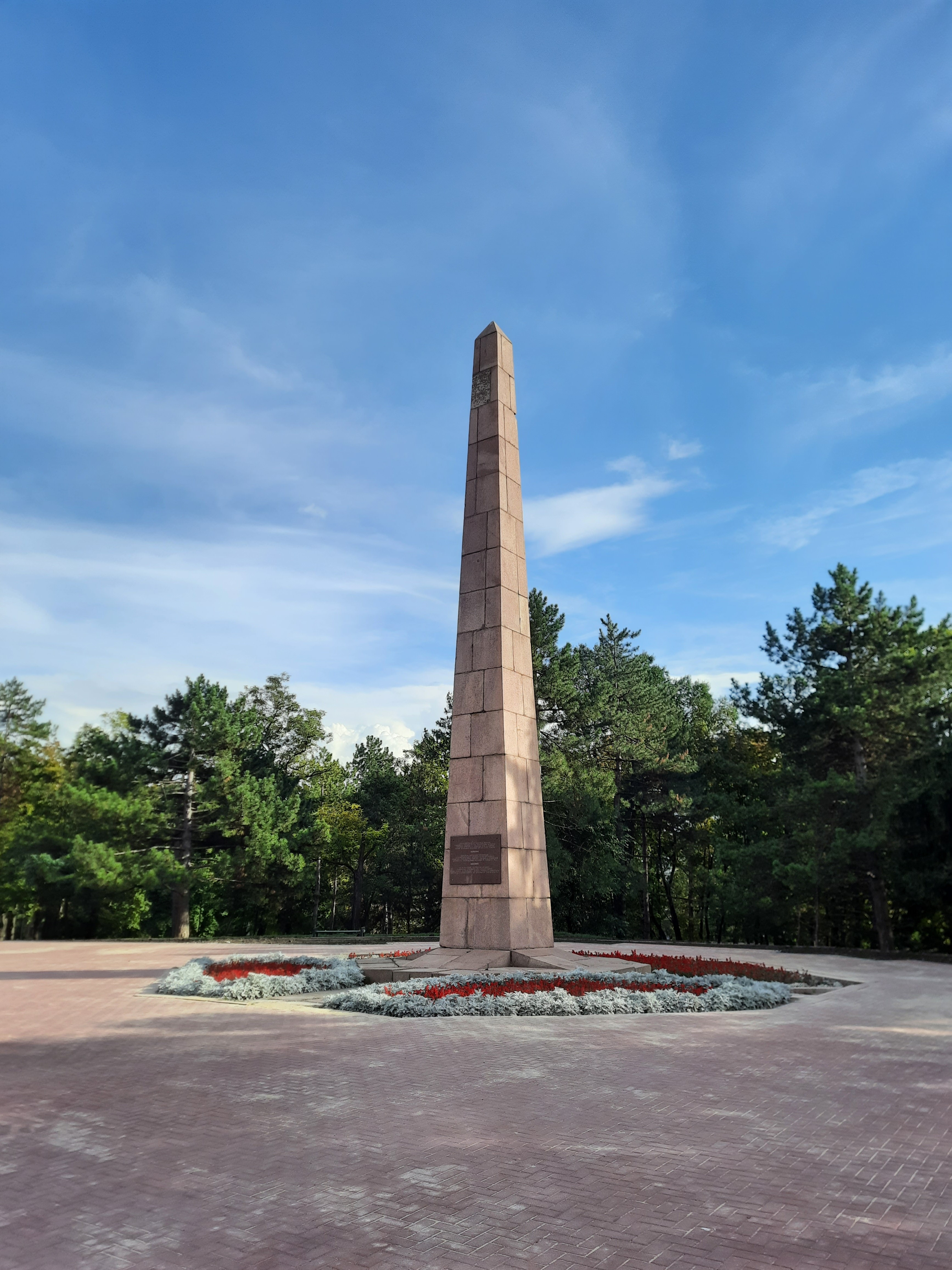
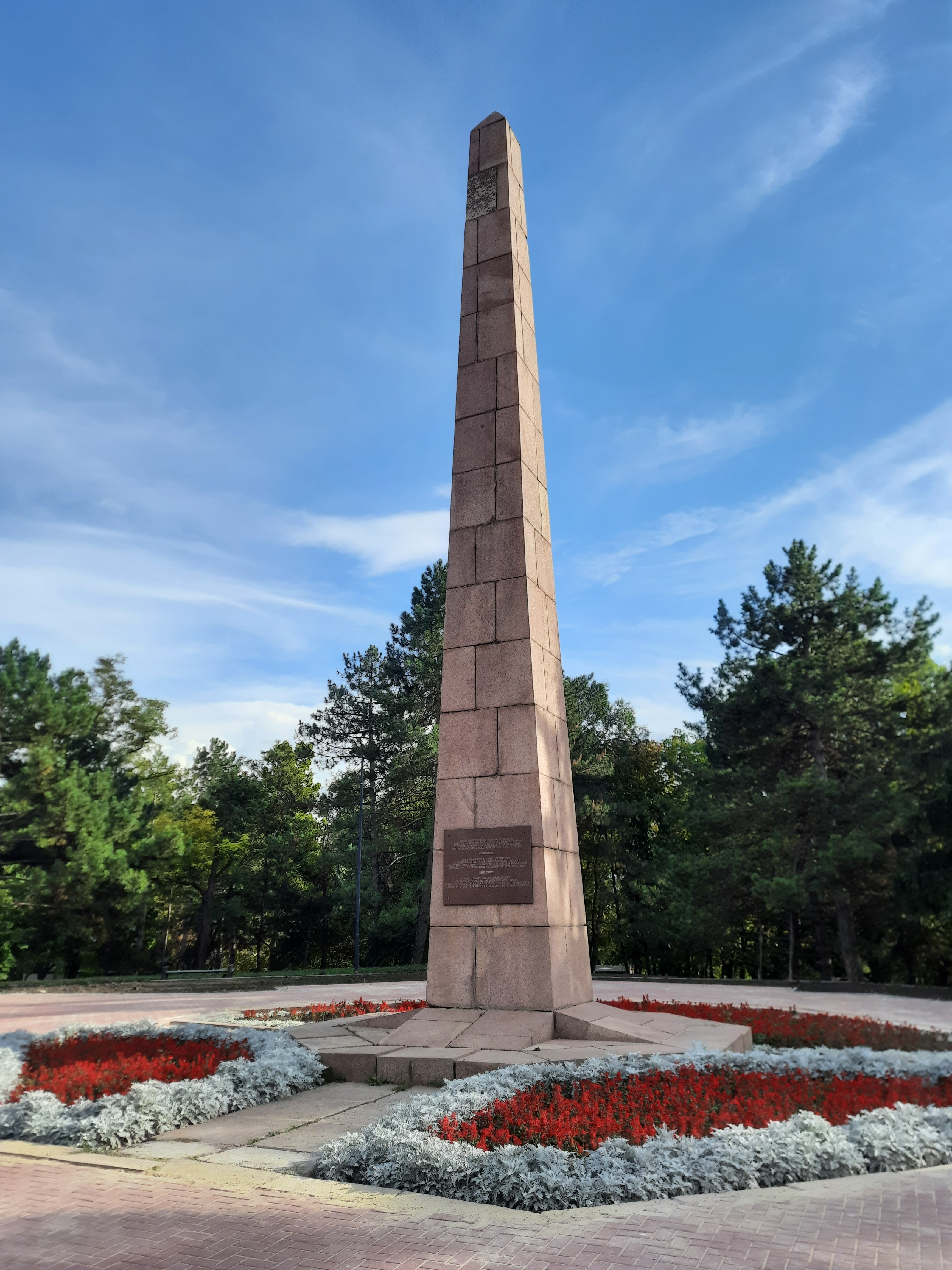
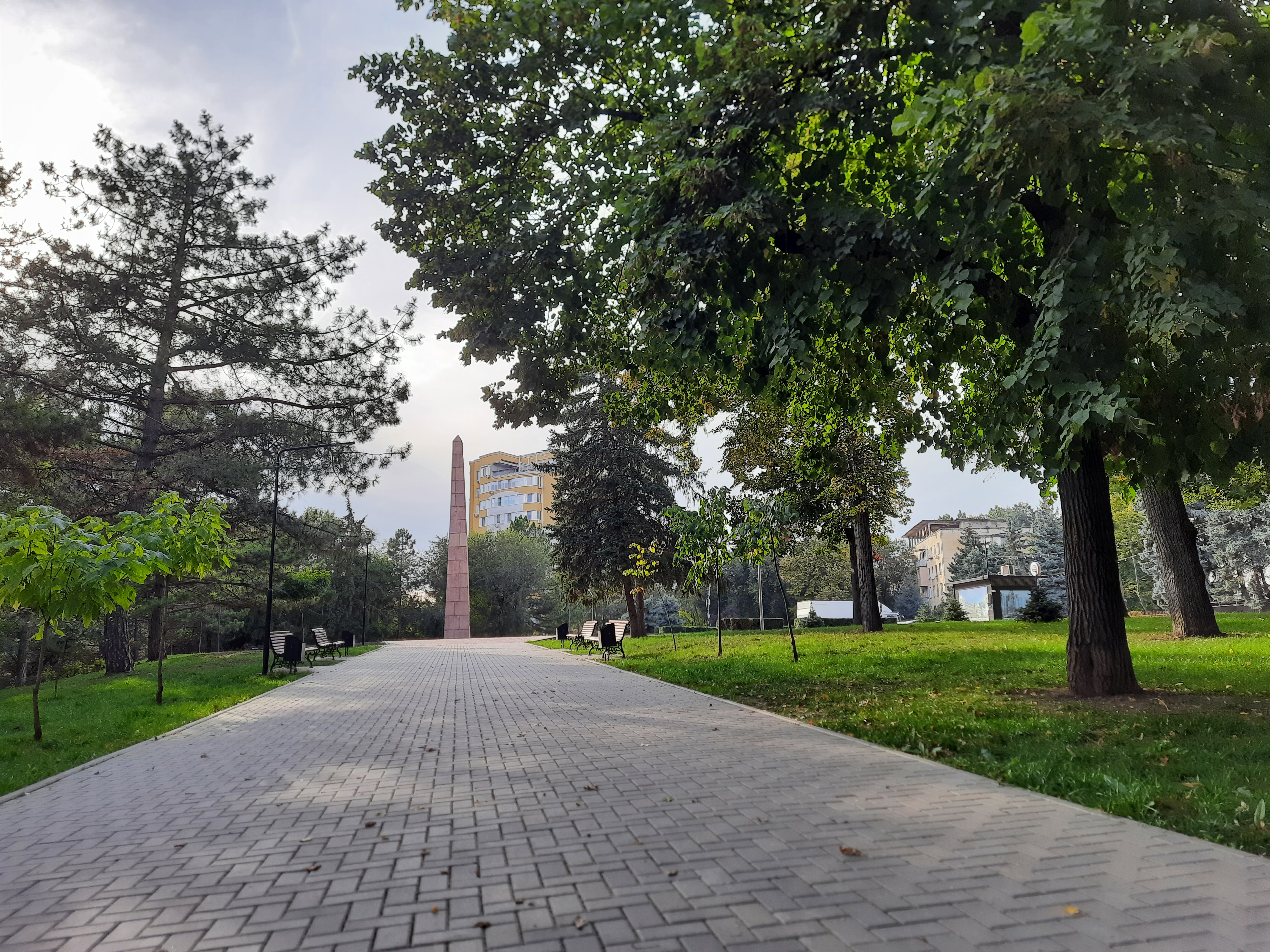
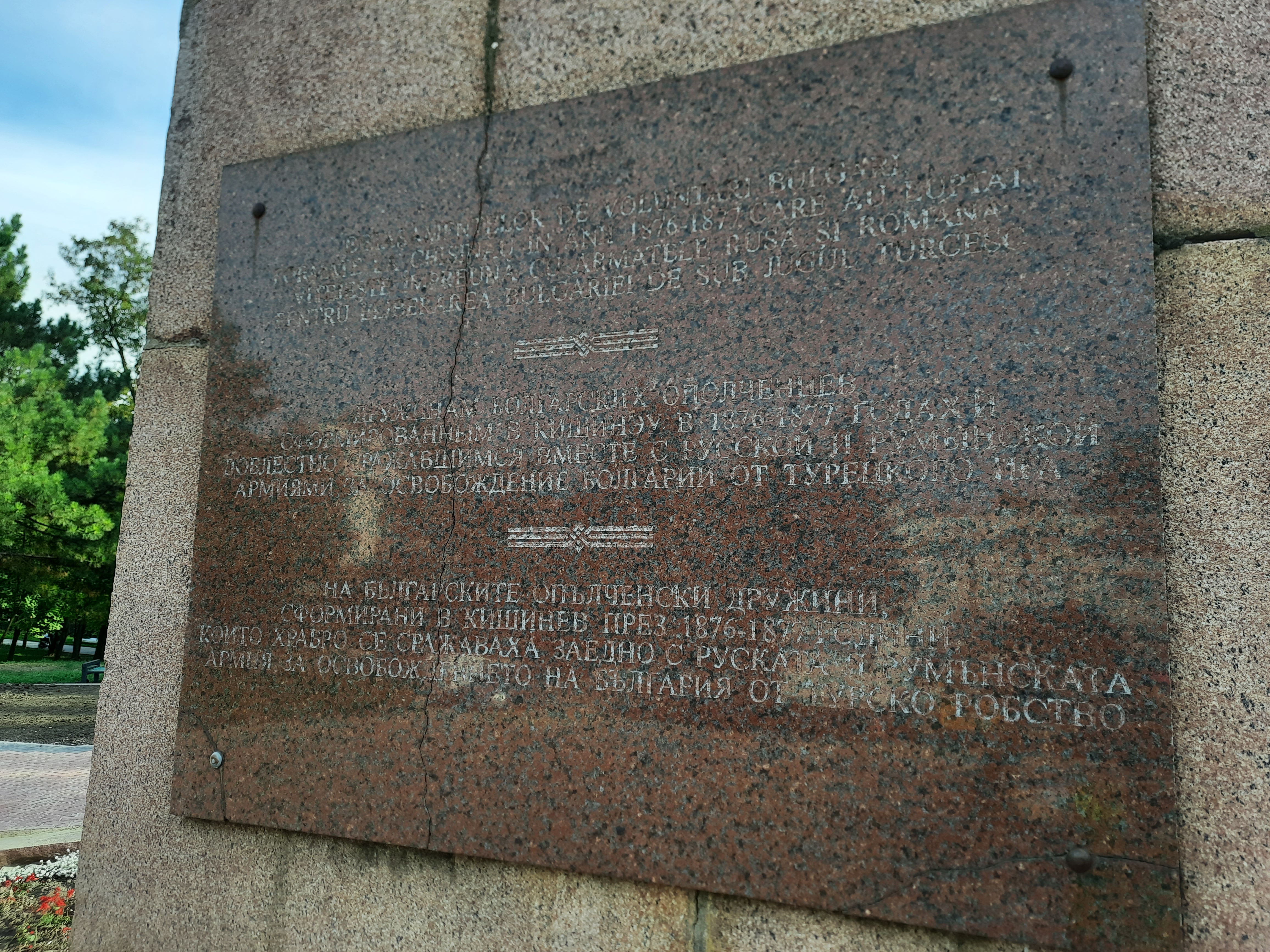

Capela / paraclisul
Obeliscul